# Wniebowzięcie Matki Boskiej (obraz El Greca z 1613)
Wniebowzięcie Matki Boskiej (Cudowne poczęcie) – obraz hiszpańskiego malarza pochodzenia greckiego Dominikosa Theotokopulosa, znanego jako El Greco; ostatni obraz w całości namalowany przez malarza.

## Historia obrazu

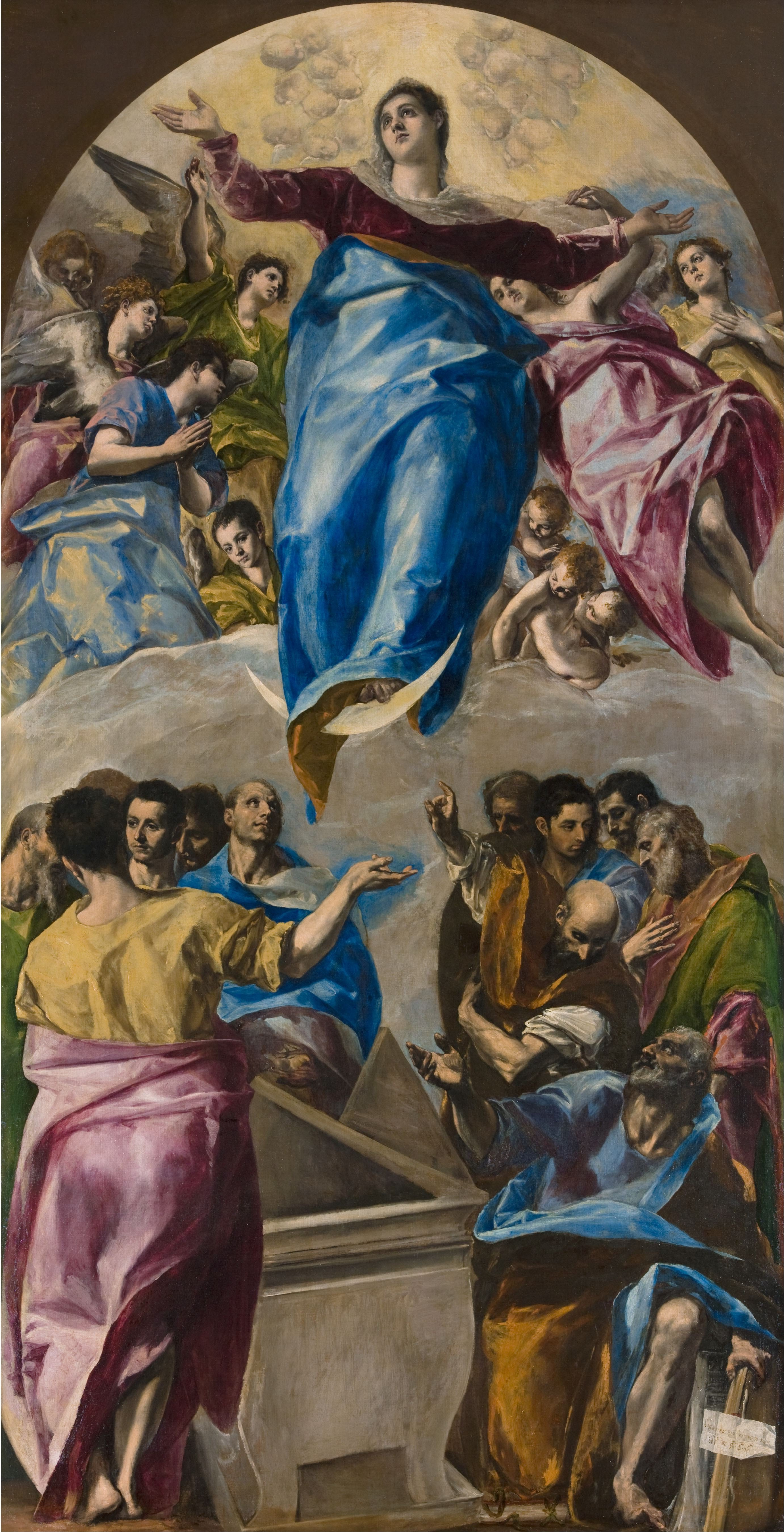
Wniebowzięcie Marii
1577
401 × 229 cm
Art Institute of Chicago

Kontrakt na powstanie obrazu El Greco podpisał już w 1608 roku. Zlecenie otrzymał od władz municypalnych miasta Toledo, które było wykonawcą testamentu szlachcianki Isabel de Oballe. Obraz miał ozdobić kaplicę kościoła San Vicente. Pierwotnie kaplicę dekorował inny malarz Aleksandro Semino, lecz z powodu śmierci jego zadanie powierzono El Greco. Obraz powstawał przez pięć lat z powodu wieku i choroby mistrza. W 1613 roku, 17 kwietnia został ukończony i zawisł na ołtarzu w kaplicy, gdzie wisiał do 1961 roku. Wówczas obraz postanowiono przenieść do Museo de Santa Cruz i podczas zdejmowania z ołtarza odkryto dolną część obrazu z różami o liliami oraz pejzażem Toledo. W ciągu ostatnich lat niektórzy historycy na podstawie niektórych symboli maryjnych w pejzażu identyfikowali scenę jako Niepokalane Poczęcie. Hipoteza ta nie broni się wobec zbiorowego ruchu w górę co potwierdza tradycyjne interpretacje.

## Opis obrazu
Obraz jest bardzo wysoki; ma prawie 3,5 metra. Postacie są wyjątkowo wydłużone, ich proporcje zupełnie przekraczają nawet tradycyjne kanony wyznaczane przez malarza. Zestawienie tej wersji z pierwszym Wniebowzięciem Marii pokazuje jak wielka dokonała się ewolucja w twórczości El Greca. Pierwsza wersja to scena utrzymana jeszcze w stylu Tycjana, druga to trzydzieści lat toledańskich eksperymentów z ruchem, ekspresją, z próbą połączenia niebiańskiego i ziemskiego świata. Ruch wznoszący zaczyna się od anioła ledwo co stąpającego po ziemi usłanej liliami jerychońskimi, emblematami liturgicznymi. Jest on łącznikiem pomiędzy ziemią zaznaczoną przez bardzo wąski pas oświetlony księżycowa poświatą a sferą niebiańską którą w całości zajmuje Maria. Obie te postacie tworzą wielką, płomienistą spiralę. Madonnę witają w górnej strefie aniołowie o twarzach młodych dziewcząt okrytych w żółte, purpurowe i lazurowe szaty i grający na różnych instrumentach. Ich sylwetki rozmywają się przez co ma się wrażenie braku ich cielesności.
U dołu na wąskim pasie ziemi El Greco umieszcza po lewej stronie widok Toleda z zamkiem San Salvador mające imitować do miasta Jeruzalem i klasycznego symbolu Stolicy Mądrości. Po prawej stronie natomiast znajduje się kilka symboli związanych z Madonną: karawela, fontanna i pomnik. Wszystkie te symbole nawiązują do Pieśni nad Pieśniami przez co dopatrywano się w obrazie sceny Zwiastowania.

## Inna wersja
Z tego samego roku pochodzi studium do Wniebowzięcia Matki Boskiej o znacznie mniejszych rozmiarach (108 × 1613). Obraz w niczym nie różni się od oryginału a jedynie jego historia jest znacznie bogatsza. W 1890 roku obraz trafił do kolekcji Don Ezequiela Selgas. W 1936 roku został nielegalnie skonfiskowany i przewieziony do Meksyku by w 1953 roku trafić do Stanów Zjednoczonych. W 1971 roku został zlokalizowany i skonfiskowany przez FBI, a po postępowaniu sądowym powrócił do Hiszpanii. W 1975 roku został oddany w depozyt do Muzeum Lazaro Galdiano, gdzie poddano go pracom restauracyjnym przez Crisobala Gonzaleza z Prado. W 1975 roku obraz trafił do Fundacion Selges-Fagalde.